# Téléphérique de la Flégère
Le téléphérique de la Flégère était un téléphérique de France situé en Haute-Savoie, dans la vallée de Chamonix. Il permettait de relier les Praz-de-Chamonix à la Flégère. Il fonctionne entre 1956 et 2019, date à laquelle il est remplacé par une télécabine.

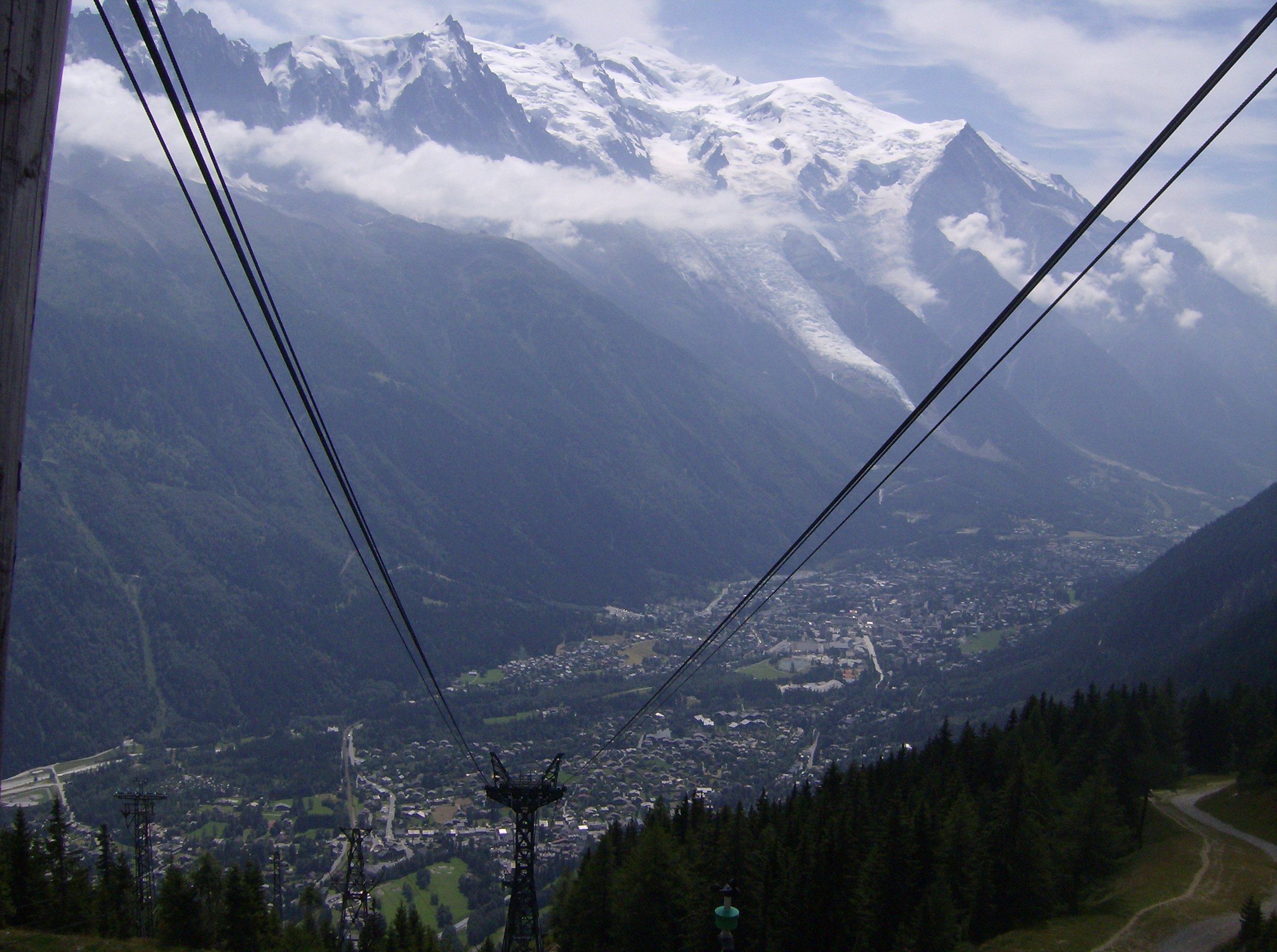
Vue de la vallée de Chamonix depuis le téléphérique.